# سانتياغو لوبيز (لاعب كرة قدم أرجنتيني)
سانتياغو لوبيز (بالإسبانية: Santiago López)‏ هو رياضي ولاعب كرة قدم أرجنتيني، ولد في 15 أغسطس 1997 في La Carlota, Argentina ‏ في الأرجنتين. لعب مع أتلتيكو باتروناتو.

## وصلات خارجية
- سانتياغو لوبيز على موقع قاعدة بيانات كرة القدم.إي يو (الإنجليزية)
- سانتياغو لوبيز على موقع Soccerway.com (الإنجليزية)